# N4 (Luxemburg)
De N4 (Luxemburgs: Nationalstrooss 4) is een Luxemburgse verbindingsweg die, net zoals de A4, Esch-sur-Alzette met Luxemburg verbindt. De N4 sluit bij de Franse grens aan op de D16. De route bestaat uit twee delen die samen een totale lengte hebben van ongeveer 13 kilometer. De route wordt over een afstand van ongeveer 6 kilometer onderbroken door de A4.
Op het verkeersplein Route D'esch in Luxemburg-stad maakt het verkeer in de richting van Esch-sur-Alzette gebruik van de B4d. De N4 is op dit verkeersplein alleen toegankelijk in de richting van het centrum van Luxemburg.

## N4c
De N4c is een ongeveer 1,3 kilometer lange verbindingsweg in Esche-sur-Alzette en verbindt de N4 met de N31.

## N4d
De N4d van ongeveer 750 meter lange route en verbindt in Esch-sur-Alzette de A4 A13 met de N4c.
N1 ·
N2 ·
N3 ·
N4 ·
N5 ·
N6 ·
N7 ·
N8 ·
N10 ·
N11 ·
N12 ·
N13 ·
N14 ·
N15 ·
N16 ·
N17 ·
N18 ·
N19 ·
N20 ·
N21 ·
N22 ·
N23 ·
N24 ·
N25 ·
N26 ·
N27 ·
N28 ·
N31 ·
N32 ·
N33 ·
N34 ·
N35 ·
N37 ·
N38
N50 ·
N51 ·
N52 ·
N53 ·
N55 ·
N56 ·
N57